# Схема Асмута — Блума
Схема Асмута — Блума — пороговая схема разделения секрета, построенная с использованием простых чисел. Позволяет разделить секрет (число) между {\displaystyle n} сторонами таким образом, что его смогут восстановить любые {\displaystyle m} участников.

## Описание
Пусть {\displaystyle M} — некоторый секрет, который требуется разделить. Выбирается простое число {\displaystyle p}, большее {\displaystyle M}. Выбирается {\displaystyle n} взаимно простых друг с другом чисел {\displaystyle d_{1},d_{2},\dots ,d_{n}}, таких что:
- {\displaystyle \forall i:d_{i}>p}
- {\displaystyle \forall i:d_{i}<d_{i+1}}
- {\displaystyle d_{1}*d_{2}*\dots d_{m}>p*d_{n-m+2}*d_{n-m+3}*\dots *d_{n}}

Выбирается случайное число {\displaystyle r} и вычисляется
{\displaystyle M'=M+rp}
Вычисляются доли:
{\displaystyle k_{i}=M'\mod d_{i}}
Участникам раздаются {\displaystyle \left\{p,d_{i},k_{i}\right\}}
Теперь, используя китайскую теорему об остатках, можно восстановить секрет {\displaystyle M}, имея {\displaystyle m} и более долей.

### Пример
Предположим, что нам нужно разделить секрет {\displaystyle M=2} между четырьмя участниками таким образом, чтобы любые три из них могли этот секрет восстановить (а два участника — не могли бы). То есть нужно реализовать (3,4)-пороговую схему.
В качестве простого числа выберем {\displaystyle p=3}, в качестве взаимно простых — {\displaystyle 11,13,17,19}. Проверяем, что:
- {\displaystyle \forall i:d_{i}>p}
{\displaystyle \forall i:i\in \{11,13,17,19\},i>p=3}
- {\displaystyle d_{1}<d_{2}<d_{3}<d_{4}}
{\displaystyle 11<13<17<19}
- {\displaystyle d_{1}*d_{2}*\dots d_{m}>p*d_{n-m+2}*d_{n-m+3}*\dots *d_{n}}
{\displaystyle d_{1}*d_{2}*d_{3}>p*d_{3}*d_{4}}
{\displaystyle 11*13*17>3*17*19}

Выбираем случайное число {\displaystyle r=51} и вычисляем:
{\displaystyle M'=M+rp=2+51*3=155}
Вычисляем доли:
{\displaystyle k_{i}=M'\mod d_{i}}
{\displaystyle k_{1}=155\mod 11=1}
{\displaystyle k_{2}=155\mod 13=12}
{\displaystyle k_{3}=155\mod 17=2}
{\displaystyle k_{4}=155\mod 19=3}
Теперь попробуем восстановить исходный секрет, имея на руках доли {\displaystyle \left\{3,11,1\right\}}, {\displaystyle \left\{3,13,12\right\}}, {\displaystyle \left\{3,17,2\right\}}. Составим систему уравнений:
{\displaystyle 1=M'\mod 11}
{\displaystyle 12=M'\mod 13}
{\displaystyle 2=M'\mod 17}
Мы можем восстановить {\displaystyle M'}, используя китайскую теорему об остатках.
Зная {\displaystyle M'}, мы восстанавливаем секрет.
{\displaystyle M\equiv M'\mod p}
{\displaystyle M\equiv 155\mod 3\equiv 2}
В данном примере (так как 155<17*19) два участника спокойно восстановят секрет. M' должно быть больше произведения долей неавторизованных участников.

## Обобщенная схема Асмута – Блума в кольце многочленов от нескольких переменных
Рассмотрим кольцо многочленов от нескольких переменных {\displaystyle \mathbb {F} _{q}[X]}, {\displaystyle X=(x_{1},\cdots ,x_{n})} над полем Галуа {\displaystyle \mathbb {F} _{q}}. Пусть зафиксирован некоторый мономиальный порядок. Тогда приведение многочлена по модулю идеала определено однозначно. Пусть {\displaystyle I_{1},I_{2},\cdots ,I_{t}} – нульмерные идеалы, а {\displaystyle s_{1}(X),s_{2}(X),\cdots ,s_{t}(X)\in \mathbb {F} _{q}[X]} — некоторые
многочлены. Тогда справедливо утверждение: система сравнений
{\displaystyle {\begin{cases}c(X)&\equiv s_{1}(X)\ {\bmod {\ }}I_{1}\\c(X)&\equiv s_{2}(X)\ {\bmod {\ }}I_{2}\\&\vdots \\c(X)&\equiv s_{t}(X)\ {\bmod {\ }}I_{t}\\\end{cases}}}
либо несовместна, либо имеет единственное решение по модулю наименьшего общего кратного(НОК) идеалов {\displaystyle I_{1},I_{2},\cdots ,I_{t}} . В случае, если идеалы попарно взаимно простые, т. е. {\displaystyle I_{i}+I_{j}=1,\forall i\neq j}, имеем обобщенную китайскую теорему об остатках, причем решение системы всегда существует.
Рассмотрим сначала обобщение схемы Миньотта. Секретом будет некоторый многочлен {\displaystyle C(X)} , участнику {\displaystyle i} выдается модуль {\displaystyle I_{i}} и частичный секрет {\displaystyle s_{i}(X)=C(X)\ {\bmod {\ }}I_{i}} . Для реализации структуры доступа необходимо и достаточно, чтобы секрет {\displaystyle C(X)} был приведенным по модулю НОК идеалов из любого разрешенного подмножества участников и не являлся таковым для запрещенных подмножеств.
В обобщенной схеме Асмута – Блума присутствует дополнительный модуль {\displaystyle I_{0}} , а секретом является {\displaystyle s_{i}(X)=C(X)\ {\bmod {\ }}I_{i}} . В этой схеме {\displaystyle C(X)} называется промежуточным секретом.

## Совершенность схемы
Схема разделения секрета называется совершенной, если запрещенное подмножество участников не получает никакой дополнительной информации о секрете, кроме априорной. Другими словами, распределение секрета остается равномерным и при наличии частичных секретов участников из запрещенного подмножества. Схема Асмута – Блума в отличие от схемы Миньотта может быть совершенной.
Для выработки критерия совершенности, исследуем схему Асмута – Блума в кольце {\displaystyle \mathbb {F} _{q}[X]}. Обозначим через {\displaystyle RT(I)} множество мономов, приведенных по модулю {\displaystyle I}, а через {\displaystyle RP(I)} – линейную оболочку {\displaystyle RT(I)}. Пусть также
{\displaystyle I^{B}={\mbox{HOK}}[I_{i},i\in B],\ M_{2}=\bigcap _{B\in \Gamma }RT(I^{B})}
– множество мономов, лежащих в пересечении {\displaystyle RT} идеалов всех разрешенных подмножеств. Отметим, что промежуточный секрет {\displaystyle C(X)\in RP(M_{2})}.
Теорема. Схема Асмута – Блума в кольце {\displaystyle \mathbb {F} _{q}[X]} совершенна тогда и только тогда, когда выполнены следующие условия:
1) {\displaystyle I_{0}+I_{i}=1,\forall i\in J}.
2) {\displaystyle \forall A\notin \Gamma :RT(I^{A}I_{0})\subseteq M_{2}}.
Доказательство.
Необходимость. Пусть есть совершенная схема Асмута – Блума, но первое условие теоремы не выполнено, т. е. {\displaystyle \exists I_{i}:I_{i}+I_{0}=D\neq 0}. Тогда множество возможных значений секрета для такого участника можно сузить: {\displaystyle c(X)\equiv s_{i}(X)\ {\bmod {\ }}D}. Следовательно, схема несовершенна – получили противоречие.
Пусть первое условие выполнено, но не выполнено второе, т. е. существует запрещенное подмножество {\displaystyle A} такое, что {\displaystyle RT(I^{A}I_{0})\not \subset M_{2}}. Иными словами, существует моном {\displaystyle m\in RT(I^{A}I_{0})\backslash M_{2}}. 
Рассмотрим многочлен 
{\displaystyle g(X)=s^{A}(X)+(m-m({\bmod {I}}^{A}))=s^{A}(X)+f_{m}(X),}
где {\displaystyle s^{A}(X)} – общий частичный секрет, восстановленный участниками из подмножества {\displaystyle A}.
Заметим, что многочлен {\displaystyle f_{m}(X)} тогда удовлетворяет следующим условиям: 
1) {\displaystyle f_{m}(X)\in I^{A}}
2) {\displaystyle f_{m}(X)\in RP(I^{A}I_{0})}
3) Содержит моном {\displaystyle m}.
Следовательно, {\displaystyle g(X)\in RP(I^{A}I_{0})}. Положим {\displaystyle c'=g(X)\ {\bmod {\ }}I_{0}}. Согласно китайской теореме об остатках, для системы
{\displaystyle {\begin{cases}C(X)\equiv s^{A}(X)\ {\bmod {\ }}I^{A}\\C(X)\equiv c'(X)\ {\bmod {\ }}I_{0}\\\end{cases}}}
существует единственное решение в {\displaystyle RP(I^{A}I_{0})}, но по построению этим решением является многочлен {\displaystyle g(X)}. С другой стороны, {\displaystyle m\in g(X)\notin RP(M_{2})}, а значит, значение {\displaystyle c'(X)} для секрета невозможно – опять получили противоречие.
Достаточность. Пусть условия теоремы выполнены. Покажем, что секрет остается равномерно распределенным и при наличии частичных секретов из запрещенного подмножества. Рассмотрим произвольное запрещенное подмножество {\displaystyle A\notin \Gamma } и множество многочленов
{\displaystyle V=\{s^{A}(X)+f(X)|f(X)\in I^{A},f(X)\in LP(M_{2})\}}
— множество возможных значений промежуточного секрета.
Зафиксируем некоторое значение секрета {\displaystyle c^{j}(X)\in RP(I_{0})}.Тогда существует единственный многочлен {\displaystyle g^{j}(X)\in LP(I^{A}I_{0})}, такой, что согласно китайской теореме об остатках
{\displaystyle g^{j}(X)\equiv s^{A}(X)\ {\bmod {\ }}I^{A}}
{\displaystyle g^{j}(X)\equiv c^{j}(X)\ {\bmod {\ }}I_{0}}
Рассмотрим теперь 2 случая:
1) Если {\displaystyle RT(I^{A}I_{0})=M_{2}}, то каждому значения секрета соответствует единственный промежуточный секрет из множества {\displaystyle V}, т.е. секрет остается равномерно распределенным при наличии частичных секретов из подмножества {\displaystyle A}.
2) Пусть тогда {\displaystyle RT(I^{A}I_{0})\subset M_{2}}. Каждому многочлену {\displaystyle f(X)\in RP(M_{2})}, содержащему хотя бы один моном из 
{\displaystyle M_{2}\setminus RT(I^{A}I_{0})}, поставим в соответствие многочлен
{\displaystyle {\overline {f}}(X)=f(X)-f(X)\ {\bmod {\ }}RT(I^{A}I_{0})\neq 0}
Очевидно, что {\displaystyle {\overline {f}}(X)\in I^{A}I_{0}}. Тогда каждому значению секрета {\displaystyle c^{j}(X)\in RP(I_{0})} соответствует множество промежуточных секретов
{\displaystyle C^{j}=\{g^{j}(X),g^{j}(X)+{\overline {f}}(X)|{\overline {f}}(X)\in I^{A}I_{0},{\overline {f}}(X)\in RP(M_{2})\}\subset V}
Очевидно, что множества {\displaystyle C^{j}} равномощные. Следовательно, в множестве {\displaystyle V} для каждого значения секрета существует одинаковое число возможных значений промежуточного секрета, что влечет равномерное распределение секрета и при наличии частичных секретов из запрещенного подмножества.
Теорема доказана.